# 水商賣
水商賣（日语：／ Mizu-shōbai */?），是日本的一個通俗俚語，指特種行業及一些依靠人氣收入、不穩定的行業和職業，如陪侍夜總會、性服務業、歌舞伎町等。

## 概要
暗指花柳業、風俗店等行業，另也指相撲、歌舞伎、演歌、藝人等表演者以及作家、運動選手等依靠人氣獲得收入者。現在主要指夜店、提供酒的招待娛樂業、有男陪侍、女陪侍來接待，在業界內有叫「水」（お水）這樣的詞彙產生。
在這類型業內，經營的人大多由暴力团把持並在後面經營，為了金錢或是貴重物品而打鬥，這些情狀不時可見於日本新聞媒體上。另一個產生的問題是很多這些交易都沒有正式的報稅，造成許多店家靠這類生意逃漏稅，也有惡意的商店，並未如照常支付工資。

## 語彙起源
「水」暗指了這些行業的業績如水一般捉摸不定，是一個運氣比重相當大的行業，可能今天好，明天卻沒有收入，就像常常流動的河水，受到客戶是否青睞才得以溫飽，如藝妓被稱作「泥水稼業」，意指在泥中艱困的存活的行業，這類工作在江戶時代有類似的店會掛上的性質「水茶屋」，讓客人知道。

## 更多資料
- 夜店的生活live直擊水商売ウォッチングLIVE! （页面存档备份，存于）とはなにか （页面存档备份，存于）（大阪大學傳播中心）